# エリヤ・ミルサップ
エリヤ・ミルサップ  (Elijah Millsap 1987年8月12日 - )は、アメリカ合衆国・ルイジアナ州グランブリング出身のプロバスケットボール選手。NBAのフェニックス・サンズに所属している。198cm,98kgのスイングマン。デンバー・ナゲッツに所属しているポール・ミルサップは兄。

## 来歴
ルイジアナ州の地元の高校からルイジアナ大学ラファイエット校に進学した後、2008年にアラバマ大学バーミングハム校に転校。4年生までプレーしたものの、2010年のNBAドラフトにはかからず、ミルサップはDリーグや海外リーグでプレーし、NBA入りを目指すことになる。そして2014年夏のNBAサマーリーグでフィラデルフィア・76ersの一員として参加。シーズン前のキャンプにはミルウォーキー・バックスのキャンプに参加するも、開幕前に解雇され、Dリーグのベイカーズフィールド・ジャムと契約し、NBA入りを目指すことに。そして2015年1月5日に、かつてポールが所属していたユタ・ジャズと10日間契約を結び、念願のNBA入り。その後2度目の10日間契約を終えた1月25日に2年契約を結んだ。2016年1月5日、解雇された。
解雇後は海外リーグでプレー。2016年12月にDリーグのノーザンアリゾナ・サンズと契約。翌年4月にフェニックス・サンズと2年契約を結び、NBA復帰を果たした。

## 家族
ミルサップ一家はアメリカ人の父とメキシコ人の母との間で構成されている。長兄のジョンはメキシコやベネズエラなどでプレーしているバスケットボール選手で、次兄のポールは、2006年から2013年にかけてユタ・ジャズで活躍し、現在はデンバー・ナゲッツに所属している。